# Jan Vávra (sochař)
Jan Vávra, křtěný Jan František (6. dubna 1903 Hořice (okr. Jičín) –⁠ 6. března 1952 Hořice) byl český sochař a středoškolský pedagog.

## Život
Jan Vávra se narodil v Hořicích v rodině holiče Pavla Vávry a jeho ženy Barbory rodem Dvořákové.

### Studium
V letech 1917–1921 studoval sochařství na průmyslové škole sochařské a kamenické v rodných Hořicích. Jeho učitelem tu byl sochař Quido Kocian. Další rok na škole hospitoval kreslení a modelování. Ve studiu sochařství pokračoval v letech 1923–1927 na pražské Akademii výtvarných umění u Otakara Španiela.

### Kariéra
Po ukončení studií zůstal v letech 1927–1930 na Akademii výtvarných umění jako asistent u Otakara Španiela a Jakuba Obrovského. Většinu své profesní kariéry (v letech 1931–1952) však působil jako profesor modelování a kreslení na uměleckoprůmyslové škole sochařské a kamenické v Hořicích, kterou sám také absolvoval. Tam mj. učil Oldřicha Kotari-Boloma. Osudným se mu staly jeho nemocné plíce.

### Dílo
Většinu života spojil s rodnými Hořicemi, kde vytvořil i několik sochařských děl. Byl autorem původní busty Jana Levita v Hořicích, později zničené nacisty. Je také společně s Karlem Lenhartem autorem návrhů reliéfů a sochařské výzdoby na Masarykově věži samostatnosti u Hořic. V Hořicích v kostele sv. Gotharda je umístěno také několik Vávrových soch: 12 pískovcových apoštolů a 4 čeští světci.

### Výstavy
| 1928, 26. května až září         | Akademie výtvarných umění v Praze - Výstava soudobé kultury československé, Brno                    |
| 1943, 30. června až 15. srpna    | Hosté Mánesa, Mánes, Praha                                                                          |
| 1946, říjen                      | Pražský Aleš 1946, Pavilon Myslbek, Praha                                                           |
| 1949, 15. října až 13. listopadu | Pražský Aleš 1949, XXIII. členská výstava, Pavilon Jednoty výtvarných umělců, Praha                 |
| 1968, červen až srpen            | 50 let českého výtvarného umění severních Čech, Severočeská galerie výtvarného umění v Litoměřicích |